# Cornelia Meinhardt
Cornelia Meinhardt (* 2. Juni 1951 in West-Berlin) ist eine deutsche Schauspielerin, Dialogbuchautorin, Dialogregisseurin, Synchron- und Hörspielsprecherin.

## Leben
In West-Berlin geboren und aufgewachsen, absolvierte Cornelia Meinhardt von 1970 bis 1972 eine Schauspielausbildung an der Max-Reinhardt-Schule für Schauspiel. Im Anschluss war sie an mehreren großen Bühnen engagiert, u. a. am Berliner Schillertheater oder am Schlosspark-Theater. Ebenfalls war sie sieben Jahre lang Mitglied beim Berliner Kabarett Die Stachelschweine.
Auch wirkte sie in verschiedenen Fernsehserien mit, so etwa in Autoverleih Pistulla, Drei Damen vom Grill, Rosa Roth, Gute Zeiten, schlechte Zeiten oder Praxis Bülowbogen.
Bisher synchronisierte sie unter anderem Sally Field, Holly Hunter, Isabelle Adjani, Ursula Andress, Karen Allen, Kirstie Alley, Mia Farrow, Jane Seymour, Sela Ward, Carolyn McCormick, Teri Hatcher oder Liza Minnelli.
In Hörspielen konnte man ihre Stimme bisher vermehrt in der Reihe Gruselkabinett hören. Im Rahmen der bundesweiten Drei Fragezeichen-Tournee Der seltsame Wecker – Live and Ticking trat Cornelia Meinhardt im Herbst 2009 als Gastsprecherin vor rund einhunderttausend Zuschauern auf. Zudem ist sie regelmäßige Sprecherin in Oliver Rohrbecks Lauscherlounge.

## Synchronrollen (Auswahl)
Rena Niehaus
- 1976: La Orca – Gefangen, geschändet, erniedrigt als Alice
- 1977: Wilde Früchte als Alice

Cristina Raines
- 1977: Die Duellisten als Adèle
- 1977: Hexensabbat als Alison Parker

Mia Farrow
- 1978: Eine Hochzeit als Elizabeth „Buffy“ Brenner
- 1978: Tod auf dem Nil als Jackie

Tyne Daly
- 1985: Absturz in der Wildnis als Evelyn Stiller
- 1985: Achtung, Dinosaurier! als Nancy Derman

Joanne Whalley
- 1990: Big Man als Beth Scoular
- 1991: Tod im Spiegel als Jenny Scott

Jayne Atkinson
- 1993: Free Willy – Ruf der Freiheit als Annie Greenwood
- 1995: Free Willy 2 – Freiheit in Gefahr als Annie Greenwood

Kirstie Alley
- 1993: Kuck mal, wer da jetzt spricht als Mollie Ubriacco
- 1996: Radiant City als Gloria Goodman

Bonnie Hunt
- 1999: The Green Mile als Janice Edgecomb
- 2005: Im Dutzend billiger 2 – Zwei Väter drehen durch als Kate „Mom“ Baker

Noémie Lvovsky
- 2005: Backstage als Juliette
- 2012: Leb wohl, meine Königin!! als Madame Campan

Mary Steenburgen
- 2009: Mord in Louisiana als Bootsie Robicheaux
- 2013: Last Vegas als Diana

Geneviève Bujold
- 1976: Liebe und andere Verbrechen als Maritza
- 1976: Der scharlachrote Pirat als Jane Barnet
- 1976: Schwarzer Engel als Elizabeth Courtland / Sandra Portinari

Lorraine Bracco
- 1987: Der Mann im Hintergrund als Ellie Keegan
- 2000–2008: Die Sopranos (Fernsehserie) als Dr. Jennifer Melfi
- 2012–2017: Rizzoli & Isles (Fernsehserie) als Angela Rizzoli

Marg Helgenberger
- 1994: Roter Adler als Kate Nessen
- 1995: Mord auf hoher See als Lt. (j.g.) Kay Dolan
- 1997: Tödliches Geständnis als Pia Postman
- 1998: Anna und der Geist als Anna Hobson
- 2001: Bis dass der Tod uns scheidet als Ellen Farris

Isabelle Adjani
- 1975: Die Geschichte der Adèle H. als Adele Hugo
- 1976: Der Mieter als Stella
- 1983: Das Auge als Catherine Leiris / Lucie / Marie
- 1987: Ishtar als Shirra Assel
- 1993: Toxic Affair – Die Fesseln der Liebe als Pénélope
- 1998: Paparazzi als Isabelle Adjani

Holly Hunter
- 1995: Copykill als M.J. Monahan
- 1995: Familienfest und andere Schwierigkeiten als Claudia Larson
- 1996: Crash als Helen Remington
- 1998: Wachgeküßt als Judith Moore
- 1999: Woman Wanted als Emma Riley
- 2000: Zeit der Gerechtigkeit als Ruby Kincaid
- 2003: Gefühle, die man sieht – Things You Can Tell als Rebecca
- 2003: Dreizehn als Melanie „Mel“ Freeland
- 2004: Die Ex-Freundinnen meines Freundes als Barb
- 2005: Immer Ärger mit Raymond als Margaret Barnell
- 2012: Um Klassen besser als Evelyn Riske
- 2014: Manglehorn – Schlüssel zum Glück als Dawn
- 2016: Batman v Superman: Dawn of Justice als Senatorin June Finch

Sally Field
- 1981: Die Sensationsreporterin als Megan Carter
- 1984: Ein Platz im Herzen als Edna Spalding
- 1988: Punchline – Der Knalleffekt als Lila Krytsick
- 1989: Magnolien aus Stahl als M’Lynn Eatenton
- 1991: Lieblingsfeinde – Eine Seifenoper als Celeste Talbert/Maggie
- 1991: Nicht ohne meine Tochter als Betty Mahmoody
- 1993: Mrs. Doubtfire – Das stachelige Kindermädchen als Miranda Hillard
- 1994: Forrest Gump als Mrs. Gump
- 1996: Auge um Auge als Karen McCann
- 1999: Eiszeit – Ein Ehekrieg mit Folgen als Iris
- 2000: David Copperfield als Betsey Trotwood
- 2000–2006: Emergency Room – Die Notaufnahme (Fernsehserie) als Maggie Wyczenski
- 2001: Ohne Worte als Valdine Wingfield
- 2003: Natürlich blond 2 als Victoria Rudd
- 2006: Two Weeks – Im Kreise ihrer Lieben als Anita Bergman
- 2006–2011: Brothers & Sisters (Fernsehserie) als Nora Holden Walker
- 2012: The Amazing Spider-Man als May Parker
- 2012: Lincoln als Mary Todd Lincoln
- 2014: The Amazing Spider-Man 2: Rise of Electro als May Parker
- 2015: Hello, My Name is Doris als Doris Miller

### Filme
- 1977: Ángela Molina in Dieses obskure Objekt der Begierde als Conchita
- 1977: Didi Conn in Stern meines Lebens als Lauri Robinson
- 1979: Hatschi!! (Fernsehspiel)
- 1981: Lindsay Crouse in Prince of the City als Carla Ciello
- 1984: Karen Allen in Starman als Jenny Hayden
- 1987: Mary Elizabeth Mastrantonio in Blondinen sterben früher als Helen Drood
- 1989: Jill Eikenberry in Eine Mordsehe als Sylvia Chambers
- 1992: Nancy Fish in Der Tod steht ihr gut als Rose
- 1995: Barbara Hershey in Das Tal der letzten Krieger als Prof. Lillian Diane Sloan
- 1999: Serena Scott Thomas in James Bond 007 – Die Welt ist nicht genug als Dr. Molly Warmflash
- 1999: Nola Augustson in Willkommen in Freak City als Evelyn Lissard
- 2004: Caroline Goodall in American Princess als Michelle Foster
- 2005: Amy Irving in Hide and Seek – Du kannst dich nicht verstecken als Alison Callaway
- 2005: Helen McCrory in Casanova als Casanovas Mutter
- 2020: Jamie Lee Curtis in Knives Out – Mord ist Familiensache als Linda Drysdale

### Serien
- 1989: Karen Austin in Harrys wundersames Strafgericht als Lana Wagner
- 1999: Becky Ann Baker in Der Sturm des Jahrhunderts als Ursula Godsoe
- 2011–2013: Romy Rosemont in Glee als Carole Hudson
- 2021–2022: Pam Dawber in Navy CIS als Marcie Warren